# 维诺任碱
维诺任碱（也称为维诺林）是一种有机化合物，化学式为C21H22N2O2，属于吲哚生物碱，分离自鸡骨常山属（学名：Alstonia）植物中。